# 1904 في سويسرا
فيما يلي قوائم الأحداث التي وقعت خلال عام 1904 في سويسرا.

## ظهور
- 1 يناير – أوفالتين

## كتب
من الكتب التي صدرت هذه السنة في سويسرا:
- 1 يناير – بيتر كامينتسيند من تأليف هرمان هيسه.

## مواليد

### مايو
- 14 مايو – هانز ألبرت أينشتاين

### أكتوبر
- 2 أكتوبر – جورج مييز لاعب جمباز فني سويسري.

## وفيات

### أكتوبر
- 21 أكتوبر – إيزابيل إيبرهارت (مواليد 1877)